# Upanisadok
Az upanisadok (szanszkrit: उपनिषद्, IAST: Upaniṣad) ókori ind bölcseleti művek. Nem homogén filozófiai tanítást foglalnak magukban, hanem inkább nézetek sokféleségét. Legismertebb és legnagyobb hatású a Brahman és az Átman egységéről szóló tanítás.

## Az upanisadok keletkezése
A legfontosabb upanisadok Kr. e. 800 – Kr. u. 500 között keletkeztek. 
A védikus irodalom harmadik korszakából valók az áranjakák, amelyek valószínűleg az életük végét az erdőben remeteként leélő brahmanák (papok) művei. Az áranjakák túlnyomórészt filozófiai tartalmú szövegei idővel kiváltak belőle és upanisad néven lettek ismeretesek.

## Az írások
Az upanisad jelentése: melléülés; a tanítvány leülése a guru (mester) mellé.
Az upanisadok tanításai titkos tanítások voltak, csak a beavatottak ismerhették, ezért sokszor a mester a tanítvány fülébe súgva mondta el tanítását. Az upanisad-tanokat ugyanis nem volt szabad akárkivel közölni, csak legidősebb fiúval vagy meghitt tanítvánnyal, s a tanító az upanisadokban gyakran csak ismételt unszolásra közli bölcsességét. A "titkos tan" értelemnek megfelelően már a legrégibb upanisadokban is igen heterogén dolgok vannak, mert minden tan, amely nem való a nagy tömegnek, "misztérium": mély értelmű filozófiai tan épp úgy, mint fantasztikus szimbolika, allegória, varázslati cél szolgálatában álló formula.
Az upanisadok száma eredetileg nem volt nagy. Azonban mivel a védikus tanítások különböző iskolákban eltéréseket mutattak, ezért minden régi védikus iskolának megvolt a maga upanisadja. Ezek száma eredetileg hét volt: kettő tartozott a Rigvédához, három a Jadzsurvédához és kettő a Számavédához. Ezek úgy Kr. e. 800 és Kr. e. 600 körül jöttek létre. Később is keletkeztek upanisadok, a mai indiai hagyomány mintegy kétszázat tart számon. Filozófiatörténeti szempontból a hét legkorábbi upanisad a legértékesebb. Rajtuk kívül úgy ötven upanisad filozófiai tartalmú, a többi csupán áldozati szimbolikát és papi spekulációt tartalmaz.
Az upanisad-irodalom legrégibb és legértékesebb rétegét 14 (9 prózai és 5 metrikus), védikus iskoláknak tulajdonított s kánoni tekintélyben álló darab reprezentálja – köztük a legfontosabbak:
- Brihadáranjaka-upanisad vagy Brihadáranyaka-upanisad az upanisad-irodalom legismertebb és legfontosabb alkotása. Ősibb, prózában írt részei a Kr. e. 7. századból származnak, verses betétei néhány évszázaddal későbbiek. A mű első fejezete teremtésmítoszokból áll, amelyek a mindenséget a Brahman és az Átman princípiumából származtatják. A második fejezet egy igen ismert legendával, Báláki és Adzsátasatru király párbeszédével kezdődik, ennek során kirajzolódik előttünk a végső emberi lényeg mibenléte. Ugyanez a legenda a Kausítaki-upanisadban is megtalálható. A továbbiakban a Lélekről tanít. A fejezetet a híres méz-tanítás zárja, amely a világmindenséget, az emberi tapasztalást az istenek mézéhez hasonlítja.  A harmadik fejezet egy legendás filozófusi vita története, melynek során Jádnyavalkja kifejti az áldozat misztikáját, beszél a tapasztalásról, a halál utáni létről, a világ rendjéről, az istenségek titkos értelméről, de legfőképpen a Lélekről, melyet a világmindenséget és az emberi lényt belülről vezérlő isteni parancsként fogalmaz meg. A negyedik fejezetben Dzsanaka királyt tanítja meg az emberi tudatállapotok, az ébrenlét, az álom és a mélyálom ismeretére, valamint a Lélek vándorlására az újraszületések során. A hatodik fejezet elején hosszabb értekezést találunk a halál utáni lét kérdéseiről. Ezután gyönyörű szerelmi varázslások leírását olvashatjuk.[1]
- Cshándógja-upanisad – Kr. e. 800 és Kr. e. 600 között keletkezett mű. E, többnyire prózában kifejtett upanisad nyolc fejezetre oszlik. Az első két fejezet egyfajta bevezető, sajátos stílusban, varázsmondásokkal, ráolvasásokkal. A harmadik rész több rövid tanítás gyűjteménye, amelyek szintén a dal és a mindenség rejtett összefüggéseit tárgyalják, továbbá fohászokat, szertartások leírásait találjuk benne. A negyedik fejezet három történetet mond el, amelyek hűen tükrözik a korabeli mesterek sajátos tanítási módszereit. Az ötödik fejezet első része egy lélegzet-mítosz, második része a lélek halál utáni útját tárja elénk. A fejezet harmadik részében egy bölcs kifejti az átman és a Brahman azonosságáról szóló tanításait. A hatodik fejezet Uddálaka Svétakétuhoz intézett tanításait tartalmazza, az egyetemes Lélek mibenlétéről. A hetedik fejezetben egy Szanatkumára nevű bölcs mondja el gondolatait a lét végső természetéről. A nyolcadik fejezetben Pradzsápati tanítja meg az istenek vezetőjét, Indrát, az Önvaló, az átman mibenlétére.[1]

A további leglényegesebb upanisadok:
- Aitaréja upanisad – Három fejezetből álló rövid mű. Az első fejezet azzal foglalkozik, hogyan keletkezett minden dolog az Egyből. A második a három születést taglalja: a fogantatást, a természetes születést, és a fiúgyermek jóvoltából lehetséges, tágabb értelemben vett születést. A harmadik fejezet tárgyát az átman természete alkotja. [2]
- Ísa upanisad – Nevét első szaváról kapta: Ísa (=Ísvara, az Úr). Ísávászjam címen is ismert. A mű sokak szerint az upanisadok egész lényegét magában foglalja. [2]
- Katha-upanisad – Időnként az Atharvavédához, többnyire azonban a Jadzsurvédához kapcsolt upanisad.[2] A Taittiríja-bráhmanában megtalálható legendába ágyazza be az upanisadok Istenről és Lélekről szóló tanításait. Elbeszéli, hogy Nacsikétasz a Halál, Jama házába tért be a halhatatlanság tudását kutatva, és magától a Haláltól kapta meg ennek tudományát.[1]
- Kausítaki upanisad – Rövid, négy fejezetből álló mű, amely több témával foglalkozik, de főként az elsődleges princípiumként felfogott pránáról és az álomfejtésről értekezik.
- Kéna upanisad (másképp Talavakára upanisad) – A Számavédához kapcsolódó szöveg. A mű szerint minden élőlény arra vágyakozik, hogy meghaladja az értelmi kereteket, és egyesüljön Brahmannal. [2]
- Maitri upanisad (másképp Maitrájanija upanisad) – Számos különböző kérdéssel foglalkozik, de különösen azért áll becsben, amit az átman két formájáról mond: az örök átman "saját nagyságában időzik", a bhútátman, az elemi én a változásokhoz tapad, ahogyan a kelepcébe csalt madár. [2]
- Mándúkja upanisad – A mű az upanisadok legtömörebb alkotása. A védikus kultika három nagy területét köti egybe: a kantillációs tradíció szent aum-szótagjához kapcsolja a tűz-ritualisztika és az átman-teória elemeit.[1]
- Mundaka upanisad – A legköltőibbnek tartott upanisad. Címe borotváltat jelent, és talán azt tükrözi, hogy a szöveg kiemeli a szannjásza meghatározta élet fontosságát. [2]
- Prasna upanisad – Hat kérdésből és az ezekre adott tanításokból áll. Az első az anyagi világ és a Lélek teremtésére vonatkozik, a második a kitüntetett lélegzetre, a harmadik a lélegzetnek az emberben való szétáradására, a negyedik a lélegző tudatra, az ötödik az eddigiek és az aum misztikájára, a hatodik kérdés pedig az ember rejtett anatómiáját kutatja.[1]
- Svétásvatara upanisad – Nem összefüggő alkotás, hanem különböző időkből származó idézetek, bölcs mondások lazán összefüggő gyűjteménye. Az egyik legfontosabb tartalmú és leggyakrabban hivatkozott upanisad.
- Taittiríja upanisad – A Fekete-Jadzsurvéda hagyományköréhez tartozik, és részben ezt magyarázza. A szöveghez tartozik egy (Egybehívó Beszéd címen is ismert) etikai értekezés, kifejti továbbá az önvaló öt burkának mibenlétét, és bemutatja a tökéletesség lépcsőjét, amely Brahmanhoz vezet. [2]

A legrégebbi upanisadok időbeni sorrendben:
- Brihád-áranjaka-upanisad
- Cshándógja-upanisad
- Taittiríja-upanisad
- Kausítaki-upanisad
- Aitaréja-upanisad
- Kena-upanisad
- Mahánárájana-upanisad

A többi upanisad későbbi bölcseleti iskolák és vallásfelekezetek tanait és nézeteit tartalmazzák.

## Az upanisadok gondolatvilága
Az upanisadok egész gondolatvilága a brahman és az átman fogalmai körül forog. A brahman a régi papi filozófia egyik fogalma, amely fejlődése utolsó stádiumában mint személytelen istenség, s mint a teremtés princípiuma jelentkezett. Az átman voltaképpen a "lehelet, lélegzet", valamint az ember "saját személye, saját teste", "saját maga" .
Az upanisadok alapeszméje a brahman és az átman azonossága: A brahman, a világokat teremtő és fenntartó, végtelen, örök isteni erő, amely minden lényben megtestesülve áll előttünk, nem más, mint saját lelkünk. A spirituális pantheizmus vagy idealisztikus monizmus ez alapeszméje az upanisadokban különböző formulákban (mahá vákja "nagy tétel") van kifejezve. Ilyenek többek között a következők: "Ez a mindent átfogó lélek brahman" / Brihád-árjanka, II. 5. 19. / "Én brahman vagyok" / Brihád-árjanka, I. 4. 10. / stb. A leghíresebb formula, később milliók credoja, a Schopenhauer óta annyiszor idézett Tat tvam aszi तत् त्वं असि, "Ez vagy te" / Cshándjoga VI. 8-16. /. E formulában , "ez" a legfőbb istenség (pará dévatá). "Ez mindennek a lényege, ez a reális (szatja), ez a lélek (átman), ez vagy te, ó, "Svétakétu!" /Cshándjoga VI. 8. 7.

### A világ egységéről szóló tan
Ahogy a méhek gyűjtötte mézben a különböző virágok nedvei felismerhetetlenül egyesülnek, s egyikük sem tudja megmondani, melyik virágról való, úgy a halál után a létezővel (szat) egyesült lények sem tudják, mik voltak előbb (VI. 9.). Valamint ahogy a tengerben egyesülő folyók vizei nem tudják eredetüket megkülönböztetni, úgy az élőlények sem tudják, hogy születésükkor a létezőből (szat) jönnek elő (VI. 10.). Valamint ahogy a fa elhal, ha életszerve (dzsíva) elhagyja, de ez maga akkor sem hal meg, úgy meghal az ember is, akit életszerve elhagy, de ez maga nem hal meg (VI. 11.). Valamint ahogy a vízben feloldott só láthatatlan, noha a víznek minden cseppje sós, úgy észrevehetetlen a testben a létező (szat), noha benne van (VI. 13.).
A mindenség brahman, a brahman pedig átman, a brahman-átman az abszolútum.
A Brahman, a mindenség, a világlélek, de ugyanaz, mint az egyéni lélek (dzsíva, dsívátman). Ez az ismeret csak kisszámú kiválasztottak által közelíthető meg, s csak bizonyos határig, mert hiszen az abszolútum olyasmi, "ami elől a szavak a gondolkozással együtt értetlenül visszafordulnak" (Taitti-rí-ja-up. II. 4.)
Annak a felfogásnak, hogy csak az egyéni lélekkel azonos világlélek létezik, voltaképpen kikerülhetetlen következménye az a nézet, hogy a való világ csak látszat.
A brahman-átman tanának egy másik következménye az istenek háttérbe szorítása. A legrégibb felfogást jól megvilágítja a következő hely: "Aki más istenséget tisztel (mint az átmant, önmagát) – abban a hiszemben, hogy az isten más, ő is más, az tévúton van, az csak az istenek barma (pasu). Amint a barmok az ember hasznára vannak, úgy vannak az emberek az istenek hasznára (t. i. áldozataikkal, amelyekre az istenek rá vannak szorulva). Azért az isteneknek nem kellemes, hogy az emberek ezt (t. i. az átman titkát) tudják" (Brihád árjanka upanisad. I. 4. 10.)
Az egyéni átman sorsa az ébrenlét, álmodás, mély alvás és halál állapotában, valamint a halál után szüntelen vizsgálódás tárgya s nagyszerű képekre, hasonlatokra nyújt alkalmat. A földi lét folyamán az egyéni lélek (purusa) folyton váltogatja az ébrenlét és alvás állapotát, mint egy nagy hal az innenső és túlsó partot.

### A lélekvándorlás-tan
Bár a régibb védikus periódusban is felmerül, részletesen csak az upanisadokban van kialakítva: A Cshándógja-upanisad (V. 10. 1-7.) szerint az öt titkos tűz jelentését ismerik, haláluk után az istenek útjára (déva-jána) kerülnek, azaz először a tűzbe (a temetési máglya lángjába), aztán a nappalba, majd a hónap azon felébe, amelyben a hold telik, erre abba a félévbe, amelynek folyamán a nap észak felé mozog (s tehát a nappalok nőnek), az évbe, a napba, a holdba, a villámba, végül a brahmanba; – azok a házigazdák, akik áldoztak és jót cselekedtek, az az ősök útjára (pitr-jána) kerülnek, azaz először a füstbe (a máglya füstjébe), aztán sorjában az éjjelbe, a hónap azon felébe, amelyben a hold fogy, abba a félévbe, amelynek folyamán a nap dél felé mozog (s tehát a nappalok fogynak), az ősök világába (pitr-lóka), az étherbe, a holdba, ahol egy ideig (míg jó tetteik gyümölcse el nem fogy) tanyáznak, de innen aztán visszatérnek – és pedig sorjában az étherbe, a szélbe, a füstbe, a ködbe, a felhőbe, innen az esővel visszajutnak a földbe s itt először különböző növényekben (rizs, árpa, szézám, bab stb.) kelnek életre. A növényekből már csak úgy szabadulhatnak ki, ha táplálék alakjában valakinek a testébe kerülnek s itt spermává válnak. Ebben az esetben a jók jó anyaméhbe, azaz magasabb kasztú anyák méhébe kerülnek, a rosszak rossz anyaméhbe, azaz kaszton kívüli csándála nő, kutya, disznó méhébe jutnak (Cshánd. V. 10. 1-7.)
Az upanisadok tanítása szerint a cél a lét örök körforgásából (szanszára) kiszabadulni (móksa) s Brahmannal egyesülni. Ezt a célt pedig csak az érheti el, aki a maga lelkének és az istenségnek, az átmannak és a brahmannak, azonosságát felismerte. A szabadulást csak a tudás hozhatja meg, semmiféle cselekedet elő nem mozdíthatja, ellenkezőleg csak hátráltatja. Ha ugyanis valamely lény halála után valami érdem vagy bűn marad fönn, amely még nem vette el jutalmát vagy büntetését, kikerülhetetlenül új létnek csírájává válik.
Az upanisadok rendkívül fontosak az ind gondolkozás történetében, mert velejében az egész poszt-védikus filozófia bennük gyökerez – az ortodox és heterodox rendszerek egész sorozata, elsősorban a Védánta-rendszer.

## Fordítás
- Ez a szócikk részben vagy egészben  az   Upanishaden című német Wikipédia-szócikk fordításán alapul.  Az eredeti cikk szerkesztőit annak laptörténete sorolja fel. Ez a jelzés csupán a megfogalmazás eredetét és a szerzői jogokat jelzi, nem szolgál a cikkben szereplő információk forrásmegjelöléseként.

## Magyar nyelvű válogatás
- (szerk.) Pál Dániel: A klasszikus Upanisadok I., Filosz-Humán Bt., 2016, ISBN 9789639841178, 266 p
- (szerk.) Fórizs László: A klasszikus Upanisadok II., Filosz-Humán Bt., 2016, ISBN 9789639841307, 266 p

## Külső hivatkozások
- mek.oszk.hu
- www.academia.edu